# Кто же миллиардер?
«Кто же миллиардер?» (рум. Nea Mărin miliardar, буквально Дядя Марин — миллиардер) — фильм румынского режиссёра Серджиу Николаеску. Традиционная комедия положений с использованием созданного актёром Амзой Пелля и неоднократно воплощаемого в кинематографических и театральных постановках народного персонажа дяди Марина — провинциального простака и балагура из Олтении.

## Сюжет
Международный преступный синдикат похищает дочь миллиардера Марлона Жюве и требует за неё выкуп в один миллион долларов. Для передачи выкупа выбран курортный город Румынии (съёмки происходили в Констанце). В это же время туда к своему племяннику приезжает в гости дядя Марин — огромный простодушный провинциал. Через знакомых и родственников его оставляют на ночлег в очень дорогом номере местной гостиницы, забронированном для приезда миллиардера. По ожидаемому стечению обстоятельств прибывший Марлон Жюве внешне чрезвычайно похож на дядю Марина. Кроме того, выкуп пытается перехватить другая гангстерская группировка, что окончательно запутывает происходящее. Следует жанровый калейдоскоп ситуаций, когда румынского провинциала принимают за миллиардера, и наоборот. Комичности добавляет и сходство чемоданчиков, где у одного — пачки американских долларов, а у другого — молодой зелёный лук, сыр и нижнее бельё. В финале бандиты повержены, Марлон Жюве и его дочь Саманта отправляются на неделю в гости к дяде Марину.

## В ролях
- Амза Пелля — дядя Марин / Марлон Джуветт, миллиардер
- Жан Константин — босс банды № 1
- Штефан Михэйлеску-Брэила — босс банды № 2
- Пую Кэлинеску — детектив (лейтенант Коломбо)
- Себастьян Папаяни — Гогу
- Штефан Бэнике — По
- Хамди Черкез — Мо
- Мирча Албулеску — воздушный пират
- Драга Олтяну Матей — Вета
- Коля Рэуту —директор отеля

## Критика
Румынский критик Тудор Каранфил: «В этой комедии, сценарий который написал сам Амза, он сумел создать эффект бурлеска, фарса, где главный герой появился в запоминающейся двойной роли. Пую Калинеску ошеломителен в успешной пародии на неряшливого и педантичного Коломбо».

## Съёмки картины
Актёр Амза Пелля неоднократно играл в фильмах Серджиу Николаеску персонажей из реальной истории, трагических, часто патетических — Децебала в «Даки», Михая Храброго в одноимённой картине, бывшего каторжника Манлаке Преда в «Всегда виновен» и т. д. При этом артисту с многогранным дарованием хотелось и ролей комичных. Он предложил идею о воплощении образа своего земляка-крестьянина из городка Бэилешти в Олтении. После участия в нескольких пробных телевизионных программах придуманный дядя Марин получил огромное количество положительных отзывов от зрителей. Позже появилась идея полнометражного фильма, где Амза Пелля выступил одним из авторов сценария. Выход картины сопровождал большой успех.
Съёмки в гостинице осуществлялись в отеле Интерконтиненталь (Бухарест) в номере Imperial Suite общей площадью 240 квадратных метров, оборудованном мебелью из белого ореха. Виды приморского города — в Констанце. Съёмки начались 25 июля 1978 года и продолжались всего 32 дня. Съёмки в аэропорту Франкфурта были завершены за 6 часов. Актёры и съёмочная группа, не имея виз и разрешений, прилетели в Германию, произвели съёмки, не пересекая зоны пограничного контроля, и ближайшим рейсом вернулись в Румынию.
В фильме использованы композиции из рок-оперы Джеффа Уэйна «Jeff Wayne’s Musical Version of The War of the Worlds» и из альбома «Disco» Айзека Хейза.
Бюджет картины составил 3,7 миллионов леев, что значительно дешевле средней стоимости съёмок фильма в Румынии того периода.